# Матвієвський район
Матві́євський район (рос. Матвеевский район) — муніципальний район Оренбурзької області Російської Федерації.
Адміністративний центр — село Матвієвка.

## Географія
Район розташований в північно-західній частині Оренбурзької області на межі лісостепової та степової природних зон. Межує: з Абдулинським міським округом, Пономарьовським, Червоногвардійським, Грачовським і Асекеєвським районами області.
Найбільші водотоки: річки Великий Кінель, Умірка, Садак.

## Населення
Населення — 10569 осіб (2019; 12267 в 2010, 15627 у 2002).

## Адміністративний поділ
Район адміністративно поділяється на 14 сільських поселень:
| Поселення                           | Площа, км² | Населення, осіб (2002) | Населення, осіб (2010) | Населення, осіб (2019) | Центр              | Населені пункти |
| ----------------------------------- | ---------- | ---------------------- | ---------------------- | ---------------------- | ------------------ | --------------- |
| Ємельяновська сільська рада         | 123,26     | 898                    | 645                    | 530                    | Ємельяновка        | 2               |
| Кінельська сільська рада            | 364,00     | 1914                   | 1507                   | 1336                   | Кінельський        | 6               |
| Кузькинська сільська рада           | 126,00     | 543                    | 414                    | 322                    | Кузькино           | 2               |
| Кульчумська сільська рада           | 87,02      | 372                    | 317                    | 299                    | Кульчум            | 1               |
| Матвієвська сільська рада           | 106,94     | 3547                   | 3196                   | 2937                   | Матвієвка          | 3               |
| Новоашировська сільська рада        | 113,00     | 525                    | 398                    | 328                    | Новоаширово        | 2               |
| Новожедрінська сільська рада        | 192,00     | 989                    | 837                    | 724                    | Новожедріно        | 6               |
| Новоспаська сільська рада           | 106,18     | 565                    | 367                    | 284                    | Новоспаське        | 2               |
| Новоузелинська сільська рада        | 81,13      | 706                    | 461                    | 346                    | Новоузелі          | 2               |
| Сарай-Гірська сільська рада         | 157,62     | 2666                   | 1741                   | 1476                   | Сарай-Гір          | 3               |
| Староашировська сільська рада       | 87,09      | 820                    | 733                    | 644                    | Староаширово       | 1               |
| Старокутлумбетьєвська сільська рада | 54,00      | 741                    | 618                    | 534                    | Старокутлумбетьєво | 1               |
| Староякуповська сільська рада       | 46,00      | 520                    | 447                    | 367                    | Староякупово       | 1               |
| Тимошкинська сільська рада          | 120,00     | 821                    | 586                    | 442                    | Тимошкино          | 3               |

- 2013 року ліквідована Азаматовська сільська рада, територія увійшла до складу Кінельської сільради[4]; ліквідована Борискинська сільська рада, територія увійшла до складу Тимошкинської сільради[5].

## Найбільші населені пункти
Нижче подано перелік населених пунктів з чисельність населення понад 1000 осіб:
| № | Населений пункт | Населення, осіб (2002) | Населення, осіб (2010) |
| - | --------------- | ---------------------- | ---------------------- |
| 1 | Матвієвка       | 3294                   | 3044                   |
| 2 | Сарай-Гір       | 1839                   | 1471                   |

## Господарство
Основний економічного потенціалу району є сільське господарство. Район спеціалізується на виробництві соняшнику, картоплі. Виробництвом сільськогосподарської продукції займаються: 3 сільськогосподарських виробничих кооперативів (колгоспів), 4 індивідуальних підприємці, 5 товариств з обмеженою відповідальністю.